# Mihovil Tomandl
Mihovil Tomandl (Brčko, 1894. – Pančevo, 21. svibnja 1963.), vojvođanski odvjetnik, novinar, publicist, povjesničar i kulturni djelatnik. Mnoge su njegove zasluge za Pančevo. Hrvat po nacionalnosti, ali je Pančevu posvetio cijeli karijeru i život. Pančevu je osobito pridonio knjižničarstvu, arhivistici i historiografiji.

## Životopis
Rodio se u Brčkom od oca Josipa i majke Katarine rođ. Pletenac. Obitelj mu se preselila u Pančevo 1909. godine. U Zemunu je pohađao gimnaziju. Djelovao i kao novinar. Još kao mlada gimnazijalca privukli su ga novinarstvo i publicistika te je tad objavio brojne napise za različite listove. Ratovi su mu prekidali karijeru, no ni to ga nije spriječilo pridonijeti narodu s kojim se srodio. U prvome svjetskom ratu bio je zarobljen u Aradu, poslije na talijanskom bojištu. Uređivao je tjednik Pančevac i novine Narodna sloga, primjerci kojih se čuvaju u gradskoj knjižnici u Pančevu. Studirao pravo u Beču i Zagrebu, gdje je 1923. stekao naslov doktora pravnih znanosti. Poslije studija vratio se u Pančevo. U međuratnom razdoblju bio je pravnik. Zaposlio se na Okružnom i Osnovnom sudu. Pravničku karijeru nastavio je kao odvjetnik. Nije zaboravio sunarodnjake Hrvate u južnome Banatu. U tjedniku Pančevac od 11. srpnja 1920. godine na prvoj stranici objavio je latinični tekst pod nazivom Naši Šokci u kojemu je spomenuo Hrvate iz Starčeva, Neuzine, Glogonja i Opova, naglasivši potrebu pružiti im pomoć u prilagodbi novim društvenim uvjetima. 1930-te je počeo radeći i znanstveno istraćivajući glazbene i kazališne teme. Pisao je o političkoj i kulturnoj povijesti Vojvodine od XVIII. do XX. stoljeća. Većinom je pisao o Pančevu i Novom Sadu. Aktivirao se u političkom životu. U svezi sa Somborskom rezolucijom, održana je konferencija u Novom Sadu na kojoj je donesena 28. prosinca 1932. Novosadska rezolucija. Tekst Rezolucije nije objavljen sve do 1935. godine, kad je osnovana Vojvođanska fronta. Tomandl je nazočio toj konferenciji. Predstavnici vojvođanskih HSS-ovaca inzistirali su da Zagrebačka rezolucija bude osnova pri izradi rezolucije s ovog sastanka, dr Žarko Jakšić predložio je organiziranje Vojvođanske stranke koja bi se bavila pravim vojvođanskim političkim interesima, a prijedlogu su se pridružili su se i dr D. Popović, dr V. Stanković i dr M. Tomandl. U drugome svjetskom ratu bio je u logoru "Svilara" u Pančevu. Nakon rata svjedočio o nacističkim zločinima nad spomenicima kulture u Pančevu. Poslije drugoga svjetskog rata radio je u Upravi narodnih dobara. Onamo su od svakamo stizali brojni predmeti. Njegovom zaslugom spriječio je da vrijedni predmeti ne završe na pogrešnim mjestima, nego ih je proslijedio kamo treba, u muzej Pančeva. Pančevu i Srbiji ostavio je brojne dragocjene knjige. Bavio se povijesnom znanošću i pokazao se kao izvrsni povjesničar. Pridonio čuvanju pančevske kulturne baštine (autora autora Srđana Božovića i Damira Prašnikara i dr.). Od 1944. do 1953. čelnik Gradske knjižnice u Pančevu koju je postavio na suvremene temelje. 1953. i 1954. bio je kao upravnik Gradske državne arhive, gdje je kao arhivist i stručni suradnik djelovao do umirovljenja. Aktivirao se i u političkom životu. Umro je u Pančevu.

Pokopan je na pančevskom katoličkom groblju. Udruga banatskih Hrvata iz Zrenjanina uvrstila ga je na listu godišnjica hrvatskih velikana u 2018. godini koju je pripremio Zavod za kulturu vojvođanskih Hrvata. Priredbe kojim se obilježava ta obljetnica realiziraju se uz pomoć Središnjeg državnog ureda za Hrvate izvan Republike Hrvatske.

## Djela
Napisao je više knjiga, od kojih su najznačajnija:
- Dr. Svetislav Kasapinović
- Život i rad Konstantina Peičića
- Pančevo za vreme Prvog svetskog rata 1914. – 1918.
- Vojvoda Stevan Šupljikac kao komandant srpskih vojnih snaga u Vojvodini 1848. godine
- Statističko – topografski opis vojne komune Pančevo i dr.
- Spomenica pančevačkog srpskog crkvenog pevačkog društva od 1838. do 1938. godine

. Jedna od njegovih najobimnijih studija Spomenica Pančevačkog srpskog crkvenog pevačkog društva 1838. – 1938. objavljena je u povodu stote obljetnice ovog crkvenog zbora. U njezinu uvodu Milan Ćurčin odaje priznanje Tomandlu kao Hrvatu-katoliku i »kulturnom sinu našega naroda« koji je tada bio inicijatorom proslave i glavnim priređivačem spomenute monografije.

## Vanjske poveznice
- Maxportal SUSJEDI SE RASPISALI: “Ovo je Hrvat kojeg bi svi Srbi trebali voljeti
- WorldCat
- Zavod za kulturu vojvođanskih Hrvata  Arhivirana inačica izvorne stranice od 6. studenoga 2018. (Wayback Machine) Hrvatska riječ (S. Darabašić): U Pančevu obilježeno 55 godina od smrti dr. Mihovila Tomandla, 14. lipnja 2018.